# Ајредел (Тексас)
Ајредел (енгл. Iredell) град је у америчкој савезној држави Тексас. По попису становништва из 2010. у њему је живело 339 становника.

## Демографија
Према попису становништва из 2010. у граду је живело 339 становника, што је 21 (5,8%) становника мање него 2000. године.
| Група             | 2000.       | 2010.       |
| Белци             | 340 (94,4%) | 284 (83,8%) |
| Афроамериканци    | 0 (0,0%)    | 1 (0,3%)    |
| Азијати           | 0 (0,0%)    | 0 (0,0%)    |
| Хиспаноамериканци | 20 (5,6%)   | 44 (13,0%)  |
| Укупно            | 360         | 339         |